# Diocesi di Socia
La diocesi di Socia (in latino: Dioecesis Sociensis) è una sede soppressa e sede titolare della Chiesa cattolica.

## Storia
Socia, nell'odierna Algeria, è un'antica sede episcopale della provincia romana della Mauritania Sitifense.
Unico vescovo conosciuto di questa diocesi africana è Saturnio, il cui nome appare al 15º posto nella lista dei vescovi della Mauritania Sitifense convocati a Cartagine dal re vandalo Unerico nel 484; Saturnio era già deceduto in occasione della redazione di questa lista.
Dal 1933 Socia è annoverata tra le sedi vescovili titolari della Chiesa cattolica; dal 6 dicembre 2013 il vescovo titolare è Tomás López Durán, vescovo ausiliare di Puebla de los Ángeles.

## Cronotassi

### Vescovi residenti
- Saturnio † (prima del 484)

### Vescovi titolari
- Augustine Harris † (23 dicembre 1965 - 10 novembre 1978 nominato vescovo di Middlesbrough)
- Alexander James Quinn † (14 ottobre 1983 - 18 ottobre 2013 deceduto)
- Tomás López Duran, dal 6 dicembre 2013